# Neargyractis
Neargyractis is een geslacht van vlinders van de familie van de grasmotten (Crambidae), uit de onderfamilie van de Acentropinae. De wetenschappelijke naam en de beschrijving van dit geslacht zijn voor het eerst gepubliceerd in 1956 door William Harry Lange.

## Soorten
- Neargyractis alemundalis (Schaus, 1924)
- Neargyractis caesoalis (Walker, 1859)
- Neargyractis fulvicinctalis (Hampson, 1897)
- Neargyractis holocycla (Meyrick, 1936)
- Neargyractis moniligeralis (Lederer, 1863)
- Neargyractis plusialis (Herrich-Schäffer, 1871)
- Neargyractis serapionalis (Schaus, 1924)
- Neargyractis slossonalis (Dyar, 1906)